# الصابئة
ديانة الصابئة هي أحد الأديان الإبراهيمية وأتباعها من الصابئة يتبعون أنبياء الله آدم، شيث، إدريس، نوح، سام بن نوح، يحيى بن زكريا وقد كانوا منتشرين في بلاد الرافدين وفلسطين، ولا يزال بعض من أتباعها موجودين في العراق كما أن هناك تواجد للصابئة في إقليم الأهواز في إيران إلى الآن ويطلق عليهم في اللهجة العراقية «الصبّة» كما يسمون، وكلمة الصابئة إنما مشتقة من الجذر (صبا) والذي يعني باللغة المندائية اصطبغ، غط أو غطس في الماء وهي من أهم شعائرهم الدينية وبذلك يكون معنى الصابئة أي المصطبغين بنور الحق والتوحيد والإيمان.
تدعو الديانة الصابئية للإيمان بالله ووحدانيته مطلقاً، لا شريك له، واحد أحد، وله من الأسماء والصفات عندهم مطلقة.
يعتقد الصابئة بأن شريعتهم الصابئة الموحدة تتميز بعنصري العمومية والشمول، فيما يختص ويتعلق بأحكامها الشرعية المتنوعة، والتي عالجت جميع جوانب وجود الإنسان على أرض الزوال (تيبل)، ودخلت مفاهيمها في كل تفاصيل حياة الإنسان، ورسمت لهذا الإنسان نهجه ومنهجيته فيها، فتميزت هذه الشريعة بوقوفها من خلال نصوصها على مفردات حياة الإنسان الصابئي، فاستوعبت أبعادها، وشخّصت تَطوّرها وأدركت تكاليفها، ودخلت في تفاصيلها، فهي شريعة الله الحي القيوّم، وشريعة أول أنبيائه (آدم وشيث ونوح وسام بن نوح وإدريس ويحيى) مباركة أسمائهم أجمعين.
وعندهم إن الإنسان الصابئي المؤمن التقي يدرك تماماً، أن (القـوة الغيـبيّـة) هي التي تحدد سلوكه وتصرفاته، ويعلم أيضاً أن أي إنسان مؤمن ضمن الإطار العام لهذا الكون الواسع وضمن شريعته السماوية اليهودية والمسيحية والإسلامية، يشاطره هذا الإدراك والعلم، حيث إن مصدر جميع هذه الأديان هي الله مسبح اسمه، واعتبرهم مشايخ المسلمين بكونهم من أهل الذمة لأن جميع شروط وأحكام أهل الذمة تنطبق عليهم، لكونهم أول ديانة موحدة، ولهم كتابهم السماوي، وأنبيائهم التي تجلها جميع الأديان، مع ذكرهم بالقرآن الكريم، ولكونهم لم يخوضوا أي حروب طيلة تعايشهم مع الأديان الأخرى التي تلتهم بالتوحيد، وعند دخول سعد بن أبي وقاص للعراق وعدهم بالأمان.

## البسملة الصابئية المندائية الناصورائية
تكتب باللغة المندائية «بشميهون اد هيي ربي» وتعني باسم الحي العظيم أو تعني باسم الله الحي السرمدي.
تبدأ بوث: آيات كتب الصابئة بهذه البسملة «باسم الحيّ العظيم»
وتنتهي بوث: آيات الصابئة المندائيون المقدسة بالهيي زاكن أي الله الحي المزكي.

## الاله
- يعتقدون من حيث المبدأ – بوجود الإِله الخالق الواحد الأزلي الذي لا تناله الحواس ولايفضي إليه مخلوق.
- ولكنهم يجعلون بعد هذا الإله حوالي 360 شخصاً خلقوا ليفعلوا أفعال الإله، وهؤلاء الأشخاص ليسوا بآلهة ولا ملائكة، يعملون كل شيء من رعد وبرق ومطر وشمس وليل ونهار… وهؤلاء يعرفون الغيب، ولكل منهم مملكته في عالم الأنوار.
- هؤلاء الأشخاص الـ 360 ليسوا مخلوقين كبقية الكائنات الحية، ولكن الله ناداهم بأسمائهم فخلقوا وتزوجوا بنساء من صنفهم، ويتناسلون بأن يلفظ أحدهم كلمة فتحمل أمرأته فوراً وتلد واحداً منهم.

## المندي
- هو معبد الصابئة، وفيه كتبهم المقدسة، ويجري فيه تعميد رجال الدين، يقام على الضفاف اليمنى من الأنهر الجارية، له باب واحد يقابل الجنوب بحيث يستقبل الداخل إليه نجم القطب الشمالي، لابدَّ من وجود قناة فيه متصلة بماء النهر، ولا يجوز دخوله من قبل النساء، ولا بدّ من وجود علم يحيى فوقه في ساعات العمل.

## الأنبياء
يؤمن الصابئة بعدد من الأنبياء وهم:
آدم، شيت بن آدم (شيتل)، نوح، سام بن نوح، زكريا، يحيى بن زكريا (يهيا يهانا).
ولكن اسمهم ارتبط النبي إبراهيم الخليل الذي عاش في مدينة اور السومرية ـ مدينة الهة القمر إنانا ـ منتصف الالف الثالث قبل الميلاد، وكان إبراهيم أول من نبذ الاصنام ودعا لرب واحد عظيم القدرة أطلق عليه السومريون اسم [ لوگال ـ ديمير ـ آن ـ كي ـ آ ] ملك الهة ما هو فوق وما هو تحت [ رب السماوات والأرض]. آمن الصابئة المندائيون بتعاليم إبراهيم واحتفظوا بصحفه ومارسوا طقوس التعميد التي سنها لهم واستمروا عليها إلى يومنا هذا. وقد هاجر قسم منهم مع النبي إبراهيم إلى حران والقسم الآخر بقي في العراق، وقد عرفوا فيما بعد بـ [ ناصورايي اد كوشطا ] أي حراس العهد الذين أسسوا بيوت النور والحكمة [أي ـ كاشونمال ] ـ بيت مندا أو (بيت المعرفة) فيما بعد ـ على ضفاف الأنهار في وادي الرافدين لعبادة مار اد ربوثا (الله ـ رب العظمة)، واتخذوا من الشمال (اباثر) الذي دعاه السومريون ((نيبورو)) قبلة لهم لوجود عالم النور (الجنة).
كما ارتبطت طقوسهم وبخاصة طقوس الصباغة المصبتا، بمياه الرافدين فاعتبروا نهريها ادگلات وپورانون (دجلة والفرات) انهارا مقدسة تطهر الارواح والاجساد فاصطبغوا في مياهها كي تنال نفوسهم النقاء والبهاء الذي يغمر آلما د نهورا (عالم النور) الذي اليه يعودون.
ورد مفهوم الاغتسال والصباغة في العديد من النصوص المسمارية وهو دليل على تأثر الأديان العراقية زمان الحضارات الاكدية والبابلية والسومرية والاشورية بالديانة المندائية، واحد الادلة القاطعة على كون الديانة المندائية أقدم الأديان التوحيدية.

## كتاب جنزاربا: كنزاربا: الكنز العظيم
للصابئة المندائيين كتابهم الديني المقدس المنزل عليهم يسمى الكنزا ربا «الكنز العظيم»، يسمى أيضاً سدرا ربا.
وهو كتاب انزل على انبياء الصابئة أي على آدم أول أنبيائهم، ثم شيت
بن آدم، ثم نوح، ثم سام بن نوح، ثم يحيى بن زكريا آخر أنبيائهم.
يتكون هذا الكتاب الديني المقدس من عدة أجزاء كل جزء منها يسمى كتاب لقد كانت (هذه الأجزاء) تكتب في الماضي، على ورق من البردي على شكل لفافات أو تنقش على صفائح من المعادن كالرصاص. وعندما جُمعِتْ وبوبت لم يراع تسلسل الأحداث ولا تنظيم هذا العلم الهائل بشكل يتناسب وكل حدث سواء نوعيته أو زمانه.
للصابئة مجموعة من الكتب الأخرى التي تنظم لهم طقوسهم، وشعائرهم وتنقسم تلك الكتب إلى ثلاثة مجاميع هي:
المجموعة الأولى: أجزاء التعاليم الدينية:
والتي جاءت بشكل أساس في: 1- الجنزا ربا (الكنز الكبير)؛ 2- دراشا إد يهيا (دروس يحيى)؛ 3- وديوان أباثر (ديوان الملاك أباثر)؛ 4- آلما ريشايا ربا وآلما ريشايا زوطا وفيهما شرح عن العالم الكبير الأول والعالم الصغير الأول؛ 5- وعدد من الدواوين الصغيرة.
المجموعة الثانية: الأجزاء التي تتناول المراسيم والطقوس الدينية من الكنزا المندائي المقدس وتشمل:
1. سيدرا إد نشماثا «كتاب الأنفس»: يُعنى هذا الجزء بشكل رئيس بطقوس المصبتا (الصباغا)، ومراسيم الزواج، وبعض النصوص تُعنى أيضاً بالمسقتا.
2. القلستا وهو كتاب حول الأدعية والتراتيل والصلوات، الذي يشمل كل ما جاء بتراتيل ونصوص الصباغة الصابئية، وتراتيل، الزواج والمسقتا. وقداها ربا ويعني الصلاة العظيمة أو طلب التوسل العظيم؛ 3- الف وتريسار شيّاله ويتضمن الأخطاء التي يرتكبها رجل الدين، كذلك يتناول في جزء منه التقويم المندائي السنوي، وجزء منه يتحدث عن مراسيم الزواج، طقوس الصباغة والمسقتا.
3. ديوان ملكوتا اليثا، وطراسة تاغا إد شيشلام ربا ويتناولان شرح مراسيم تكريس رجل الدين.
4. ديوان مصبتا إد هيبل-زيوا، وشرح مصبوتا ربا ويتناولان شرح طقوس الصباغة.
5. شرح إد قابين إد شيشلام ربا وهو شرح مراسيم الزواج.
6. شرح بروانايا وهو شرح عما يتم عمله في أيام البروانايا الخمسة «البنجة».
7. شرح طاباهاتا وهو شرح لمراسيم مسقتا الآباء الأولين.

المجموعة الثالثة: أجزاء المعرفة والعلم والتاريخ: وهما أسفر ملواشة أو كتاب تحديد أوقات الشر التي يواجهها الناس والمدن؛ وحران كويثا الذي يستعرض هجرة بعض الناصورائيين. يتضمن حران كويثا أيضاً بعض التواريخ للأحداث الفلكية السابقة وكذلك اللاحقة
يمكن تصفح وقراءة ترجمة كتاب جنزاربا العربية: الكنز العظيم، كتاب آدم، وترجمة كتاب دراشا اد يهيا العربية: مواعظ وتعاليم النبي يحيى بن زكريا وكتاب الأنياني من خلال مكتبة الكتب المندائية الإلكترونية موسوعة العيون المعرفية، أو موقع الجمعية الثقافية المندائية في لاهاي.
- موقع موسوعة العيون المعرفية للكتب المندائية

## أركان الديانة الصابئية
ترتكز الديانة الصابئية على خمسة أركان أساسية هي:

### الشهادة والتوحيد
الشهادة والتوحيد (سهدوثا اد هيي) وهي الاعتراف بالحي العظيم (هيي ربي) خالق الكون، واحد أحد، لاشريك لأحد بسلطانه.
- اكا هيي اكا ماري اكا مندا اد هيّي
  - الحي موجود الله موجود، عارف الحياة موجود

آب هاد بنان هاد: الله واحد الله أحَد
لقد حارَبَ الدين الصابئي الشِرك مطلقاً، والشِرك كما هو ثابت، وفسره المختصون
اقتران عبادة الله بعبادة غيره من أصنام أو أشجار أو حيوان أو قبور أو كواكب ونجوم، أو قوى طبيعيّة أو الزعم والأدعاء بأنّ لله الحّي المزكّى أب أو أخ أو بنين وبنات
- ليس له أب يكبره سنا ً وما من أحد قبله كان قد أصبح الأول في ولادته وليس له أخ... لا شريك له بملكه ولا منازع له في عرشه وسلطانه.] وكذلك:
- لتشبهون لشوبا وتريش، ولا تشابا الشامش، وسيرا منهرانا إد هازن إلما منطول هازن زيوا، لا وديلون هو هنيلا إتهبلون: لآ تسبحّوا للكواكب والأبراج، ولا تسبحّوا للشمس والقمر المنورّين هذا العالم فإنه هو الذي وهبها النور.
- لاتحسرا رؤوسكم وتسجدوا للشيطان الفاني الرجيم ولا تهبوه رحمة.
  - لا تكبشون ريشيكون ولا تسجدون لشطانا رجيما نافلا وتهبولا رهما.

والتوحيد في الدين الصابئي الحنيف، يعني أن الله مسبح اسمه مَحَل عبادتنا، ومَحل طاعتنا وولاءنا له، هو [ ذات واحدة ] لا شريك لها في قدرتها وقرارها وقضاءها، وهو الذي يصرّف أمورنا كيف ما يشاء، لذلك يجب أن يكون انتسابنا لديننا الصابئي الحنيف، متأتياً من خلال قناعتنا وإيماننا بقدسيته، والتصديق بخالقه الحّي القيوم الواحد الأحد :
- الله الرب العلي سبحانه هو ملك الأنوار العلي لكل العوالم
- ألاها ربا راما وشبيها ولكلهن الميا هو ملكا راما إد نهورا.
- الذي كله نور، كله تقن، كله حياة، كله حق، كله رحمة، كلّه غفران، كله بصر، كله حسن وجمال، كله معرفة وجلاء وعلم، كل أسمائه جلال ووقار :
- اد كلا نهورا، اد كلا تقنا، إد كلا هيا، اد كلا كشطا، اد كلا رهمتا، اد كلا هيلسا وتيابا، وكلا اينا وهزوا، وكلا فارسونا شبيها اد شفرا، وكلا افرشوتا ويادويا وجلواتا كلا شوما اقارا

والتوْحيد كما هو ثابت في كل الأديان السماوية الكريمة عقيدة، ولاتكون عقيدة عند الإنسان الصابئي، إلاّ إذا آمن بتوحيد الله الحّي القيوّم في كل شيء، وهذا ماذكرته الكتب الصابئية في مجمل نصوصها
بسم الحي العظيم
- هو الحي العظيم، البصير القدير العليم، العزيز الحكيم * هو الأزلي القديم، الغريب عن أكوان النور، الغني عن أكوان النور * هو القول والسمع والبصر، الشفاء والظفر، القوة والثبات * هو الحي العظيم، مسرة القلب وغفران الخطايا * يا رب الأكوان جميعاً..مسبّح أنت مباركٌ، ممجدٌ، معظمٌ، موقّرٌ، قيّوم * العظيم السامي. ملك النور السامي * الحنان التوّاب الرؤوف الرحيم. الحي العظيم * لا حد لبهائه. ولا مدى لضيائه * المنتشرة قوته. العظيمة قدرته * هو العظيم الذّي لا يرى ولا يُحَد، لا شريك له في سلطانه، ولا صاحب في صولجانه * من يتكل عليه فلن يخيب، ومن يسبّح باسمه فلن يستريب، ومن يسأله فهو السميع المجيب * ما كان لأنه ما كان، ولا يكون لأنه لا يكون * خالد فوق الأكوان * لا موت يدنو منه ولا بطلان.. * الأول منذ الأزل. خالق كل شيء

### الصباغة
الصباغة (مصبتا) يعتبر من أهم أركان الديانة الصابئية واسمهم مرتبط بهذا الطقس وهو فرض عين واجب على الصابئي ويرمز للارتباط الروحي بين العالم المادي والروحي والتقرب من الله.
والمصبتا : الصباغَة، كما هو ثابت في شريعة الصابئة هي طقس الدخول من العالم السفلي إلى العالم العلوي (عالم النور) ولا نميل، بل ننفي قول من ذهب إلى القول، كونها، أو من أنها تعني غسل الذنوب، حيث أن نبي الله ورسوله يوهانا موصبانا قَد صُبِغ َ أو اصطبغ وقد انقضى من عمره (ثلاثون يوماً)، وقد أقيمت أو جرت مثل هذه الصباغة للكثير من أطفالنا الصابئة
قال الله الحي القيوم مسبح اسمه في كتابه الكريم جنزا ربا : الكنز العظيم مبارك اسمه
باسم الحي العظيم
- اصبغوا نفوسكم بالصبغة الحية التي أنزلها عليكم ربكم من أكوان النور، والتي اصطبغ بها كل الكاملين المؤمنين.
- من وسم بوسم الحي، وذكر اسم ملك النور عليه، ثم ثبت وتمسّك بصبغته وعمل صالحاً، فلن يؤخّره يوم الحساب مؤخّر.

ويجب أن يتم في المياه الجارية والحية لأنه يرمز للحياة والنور الرباني. وللإنسان حرية تكرار الصباغة متى يشاء حيث يمارس في أيام الآحاد والمناسبات الدينية وعند الولادة والزواج أو عند تكريس رجل دين جديد. وقد استمد المسيحيون طقس الصباغة، ويسمونة التعميد من الصباغة الصابئية.
وقد حافظ طقس الصباغة على أصوله القديمة حيث يعتقد المسيحيون بأنه هو نفسه الذي ناله عيسى بن مريم (المسيح) عند صباغتة من قبل يهانا الصابغ بالدين الصابئي، يحيى بن زكريا باللغة العربية والإسلام و (يوحنا المعمدان بالدين المسيحي
باسم الحي العظيم
- آدم أبو البشر يتكلم
- أنا آدم... هيبلزيوا كان لي نصيرا، ونجاني من العالم الدنيوي
- كل رسم يعود إلى النور، له في الجسم نفس الرسم الذي يعود للظلام
- والذي لا يُرسَم برسم العالم الدنيوي
- لا يثبت ولا يقوم ولا يقترب من المصبتا (الصباغة) السماوية
- ولا يُرسم برسم الحياة.

وفي كتاب القلستا نقف على النص التالي :
- هذه هي الصباغة (المصبتا)
- التي صَبَغَ بها هيبل زيوا آدم، الإنسان الأول
- حينما قام آدم... انتبه... سأل عن الخالق العظيم ثم قال

وصلت هدفي بعون هيبلزيوا
أن معظم الصابئية كانوا يسكنون قرب النهر، وبينهم وبين النهر مسافة لاتتعدى الأمتار، ومن باب تحصيل الحاصل يذهب الصابئي إلى النهر للقيام بالاستحمام، بالوضوء، الطماشا، بعد رجوعه من خارج بيته، غسل أواني البيت، غسل ملابسه، وهناك (سوراً : بوثا) خاصة بالطماشا
- ابشومَيهون إد هَيّي رَبّي
- أنا أثبن بهيلا وهيلي
- يَردنَا إيلاوي أشري
- أيثي أنهت اليردنا اصطبا قبل دخيا
- وروشما (الملواشا) وسطلي زيوا
- أترس بريشي إكليلا روازي
- إشما إد هَيّي واشما إد مندا إد هَيّي مَدخَر إلي
- أنا (الملواشا) صبينا ابمَصبتا إد بهرام ربّا بروربي
- مصفتي تناطري وتسق لريش

بسم الحي العظيم
- أسأل القوة تنعشني
- قوّة الماء الجاري
- لتأتي إليّ، لقد ارتسمت في الماء الجاري
- تحت سطحها وقبلت العلامة الطاهرة
- لقد لبست أردية النور ووضعت على رأسي إكليلاً متألقاً
- إنا (الاسم الديني) المصبوغ بصباغة بهرام الكبير إله القدرة
- صباغتي سَتحرسني ويرفعني إلى الأعلى

### الصلاة
الصلاة (ابراخا) وهي فرض واجب على كل فرد مؤمن يؤدى ثلاث مرات يوميا (صباحا وظهرا وعصرا) وغايته التقرب من الله. حيث ورد في كتابهم المقدس {و أمرناكم أن اسمعوا صوت الرب في قيامكم وقعودكم وذهابكم ومجيئكم وفي ضجعتكم وراحتكم وفي جميع الأعمال التي تعملون }، ويختلف الصابئة عن غيرهم من الأديان بعدم وجود صلاة جماعية كما في الدين الإسلامي عندما يام الإمام بالمسلمين يوم الجمعة أو عند المسيحيين عندما يرتل القس الصلاة ويرددها بعدة الحضور يوم الأحد.
وقبل تأدية الصلاة على الصابئي أن يقوم بالرشاما (الوضوء) والتي تتكون من 13 فرضا حَسب ترتيبها أي بالتَسَلْسُل، كما هو مُبَيّن في أدناه.
1. الْرخْصَة
2. غَسل اليَدين
3. غَسل الوجه
4. رشم : إرتِسام جبهة الوجه [ الجبين ]
5. غَسل الأذنين
6. غَسْل الأنف
7. تثَبيت الْرشم [ الإرتِسام ] وطرد النجاسة
8. غَسل الْفَم
9. غَسل الركبتين
10. غَسل الساقين
11. وضع اليَدين في الماء
12. غَسل القدمَين
13. فَرض التَرتيب

والوضوء عند المسلمين يشابه إلى حد ما وضوئهم، حيث يتم غسل أعضاء الجسم الرئيسية في الماء الجاري ويرافق ذلك ترتيل بعض المقاطع الدينية الصغيرة. فمثلا عند غسل الفم يتم ترتيل (ليمتلئ فمي بالصلوات والتسبيحات) أو عند غسل الأذنين (أذناي تصغيان لأقوال الحي).
الصلاة هي عِماد الدين الصابئي القويم، الذي لا يقوم إلاّ بقيامها. وهي من أول الواجبات من العبادات التي كلف الله الحي المزكى بها الإنسان الصابئي. وقد أمر الله الهيّي ربّي مسبح اسمه الصابئة بالقيام بها والمحافَظة عليها.
بسم الحي العظيم
- مع انفلاق الفجر تنهضون * وإلى الصلاة تتوجهون * وثانية في الظهر تصلّون * ثم صلاة الغروب * فبالصلاة تتطهر القلوب * وبها تغفر الذنوب.
- علمهم الصلاة تقيمونها مُسبحّين لملك النور السامي ثلاث مرات في النهار ومرتّين في الليل.

أنواع وأوقات الصلاة :
للصلاة أوقاتا مّحَددة يجب على الصابئي أن يُؤديّها فيها ولا يجوز له شرعاً تأخيرها، وقد بين الله الحي القيوم ذلك في محكم كتابه العزيز الجنزا ربّا : (الكنز العظيم) مبارك اسمه
بسم الحي العظيم
- عَلّمهم الصلاة في أوقاتِها، وعلّمهم التسبيح * وليعلموا أن كل صلاة تتأخّر عن ميقاتها، تبقى عند باب بيت الحي، لا تصعد حتى يفتح بابُ أباثر العظيم * فإذا فُتحت، صعدت منها الصلاة * إن الذين لا يُقيمُون الصلاة في أوقاتها سَيُسْألون في بيت أباثر.

1. صلاة الصُبح : من انفلاق الفجر وحتى طلوع الشمس
2. صلاة الظهر : يبتدئ من زوال الشمس عن وسط السماء.
3. صلاة العصر: قبل غروب الشمس.

ولا يجوز الجَمع بين صلاة وأخرى في وقت واحد، أو القيام بالصلاة التي [ سَها ] الصابئي، القيام بها في وقتِها المُحَدّد.
ويمكن الاطلاع على كتاب الصلاة الصابئية الإلكتروني على موقع نداء الحق الصابئي.
الصدقة (زدقا) ويشترط فيها السر وعدم الإعلان عنها لأن في ذلك إفساد لثوابها وهي من أخلاق المؤمن وواجباته اتجاه أخيه الإنسان. حيث جاء في كتابهم {أعطوا الصدقات للفقراء واشبعوا الجائعين واسقوا الظمآن واكسوا العراة لان من يعطي يستلم ومن يقرض يرجع له القرض} كما جاء أيضا { إن وهبتم صدقة أيها المؤمنون، فلا تجاهروا إن وهبتم بيمينكم فلا تخبروا شمالكم، وإن وهبتم بشمالكم فلا تخبروا يمينكم كل من وهب صدقة وتحدث عنها كافر لا ثواب له}.
والصدقة في الدين الموحّد تشمل الكثير من أوجه القيام بها، على أن تأخذ مفهوم العلن عليها لتجاوز الغرور والتباهي والتفاخر للمتصدق :
باسم الحي العظيم
- إن وهبتم صدقة لاتشهروا * إن وهبتم بيمينكم فلا تخبروا يساركم، وإن وهبتم بيساركم فلا تخبروا يمينكم * من وهب صدقة وأعلنها فهو كافر لايؤجر عليها :

كما أن الصدقة واجبة على كل صابئي في الشريع الصابئية السمحه لما فيها من رحمة للأنفس :
- الصدقة واجب على كل إنسان : كل جابرا اد زدقا ياهب
- رأس رحمتك أن ترحم الأنفس العانية المضطهدة : ريش هياستاك هوس اد نشماثا آنْيا ومرادفا.

### الصيام
الصيام في الدين الصابئي عِبادة، وهي الركن الخامس في ديننا الصابئي القويم، لقد شَرّع الله الحي القيوم الصيام، ليهذّب (النفس : النشماثا) عند الإنسان الصابئي، فعلى الصابئي أن يحذر من الأعمال التي تخدش هذا الصوم من قبل نفسه، حتى يتحقق الغرض والهدف من الصيام.
بسم الحي العظيم
أيها المؤمنون بي
- صوموا الصوم الكبير، صوم القلب والعقل والضمير * لِتَصُم عيونكم، وأفواهكم، وأيديكم.. لا تغمز ولا تَلمز * لا تنظروا إلى الشّر ولا تَفعلوه * والباطل لا تسمعوه * ولا تنصتوا خلف الأبواب * ونزهوا أفواهكم عن الكذب * والزيف لا تقربوه * أمسكوا قلوبكم عن الضغينة والحسد والتفرقة * أمسكوا أيديكم عن القتل والسرقة * أمسكوا أجسادكم عن معاشرة أزواج غيركم، فتلك هي النار المحرقة * أمسكوا ركبكم عن السجود للشيطان وللأصنام الزيف * أمسكوا أرجلكم عن السير إلى ما ليس لكم * إنه الصوم الكبير فلا تكسروه حتى * تفارقوا هذه الدنيا.

أما الصوم أو الصيام (صوم ربّا) عن (تناول الأطعمة والأشربة) في ديانتنا الصابئية الموحدة، فهو مقصورا على عدم تناول اللحوم، والامتناع عن تناولها مقيّدا بأيام محددة ومسماة، ومذكورة، وعددها ثلاثة وثلاثون يوما، موزعة على أيام السنة، وهي تسبق أعيادنا الدينية أو تكون بعدها، وطلق عليها المبطلات، وهناك من يصنفها بمبطلات خفيفة، ومبطلات ثقيلة، وموزعّة بالشكل التالي :
1. شهر شباط الصابئي : (أول ستوا): خمسة عشرة يوما صيام، بعد العيد الكبير (عيد رأس السنة الصابئية : عيد الكراص)
2. شهر آدار الصابئي (ميصاي ستوا): يوم واحد صيام
3. شهر نيسان الصابئي (اخير ستوا) لايوجد فيه يوم مبَطّل
4. شهر أيار الصابئي (أول بهار): أربعة أيام ضيام قبل العيد الصغير
5. شهر (ميصاي بهار : سيوان): لايوجد فيه يوم مبطّل
6. شهر تمّوز الصابئي : (آخر بهار): ثلاثة أيّام صيام
7. شهر آب الصابئي : (أول گيطا): لايوجد فيه يوم مبطّل
8. شهر أيلول الصابئي : (ميصاي گيطا) خمسة أيام صيام، قبل عيد الخليقة (بَنجا)
9. شهر تشرين الصابئي (آخر گيطا): يوم واحد صيام بعد العيد
10. شهر مشروان : (أوّل بايز): لايوجد فيه يوم مبطّل
11. شهر كانون الصابئي (ميصاي بايز) يوم واحد، بعد عيد (اد دهبا اد مانا : عيد صباغة النور)
12. شهر (طابيت : أخير بايز) يومان صيام، قبل العيد الكبير

الصوم الكبير (صوما ربا) وهو الامتناع عن كل الفواحش والمحرمات وكل ما يسيء إلى علاقة الإنسان بربه ويدوم طوال حياة الإنسان. حيث جاء في كتابهم { صوموا الصوم العظيم ولا تقطعوه إلى أن تغادر أجسادكم، صوما صوما كثيرا لا عن مآكل ومشرب هذه الدنيا.. صوموا صوم العقل والقلب والضمير} وهنالك.
وهناك تشابه بين ما تقدم في كتابنا المقدس جنزاربّا : الكنز العظيم مبارك اسمه، وبين ما جاء في القرآن الكريم حيث قال الله :
- بسم الله الرحمن الرحيم
- إني نذرت للرحمن صوماً، أي إمساكاً عن الكلام، والمقصود به هنا، الإمساك عن المفطرّات من طلوع الفجر إلى غروب الشمس مع النيّة.

وفي كتاب الصابئة المقدس جنزا ربا : الكنز العظيم، الصوم إمساكاً عن القول والفعل، قلباً وعقلا وضميراً :
باسم الحي العظيم
- لِتَصُم عيونكم، وأفواهكم، وأيديكم.. لا تغمز ولا تَلمز
- لا تنظروا إلى الشّر ولا تَفعلوه
- الباطل لا تسمعوه
- لا تنصتوا خلف الأبواب
- نزهوا أفواهكم عن الكذب
- الزيف لا تقربوه
- أمسكوا قلوبكم عن الضغينة والحسد والتفرقة
- أمسكوا أيديكم عن القتل والسرقة
- أمسكوا أجسادكم عن معاشرة أزواج غيركم، فتلك هي النار المحرقة
- أمسكوا ركبكم عن السجود للشيطان وللأصنام الزيف
- أمسكوا أرجلكم عن السير إلى ما ليس لكم

يتجه الصابئة المندائيون في صلاتهم ولدى ممارستهم لشعائرهم الدينية نحو جهة الشمال لاعتقادهم بأن عالم الأنوار (الجنة) يقع في ذلك المكان المقدس من الكون الذي تعرج إليه النفوس في النهاية لتنعم بالخلود إلى جوار ربها، ويستدل على اتجاه الشمال بواسطة النجم القطبي.
والشمال قبلة الصابئة، حيث يعتقدون بعرش الخاق هناك، والجنة موطن الملائكة الصالحين، والصديقين المؤمنين، ودلائلهم في ذلك، أن منبع الأنهار، ومنها دجلة والفرات من الشمال إلى الجنوب، والشمال اصل للجهات الأربع الجنوب والشرق والغرب، كذلك الريح الهاب أو القادم من جهة، أو صوب الشمال، أنقى وأزكى وأعذب للنفس، تشرح الصدر، وتفرح النفس، عكس الريح التي تقدم من الشرق، والبوصلة يتجه عقربها دائماً نحو الشمال، وجاءت الشريعة الصابئية لتلزم الصابئي بأن يتجه دائماً صوب قبلته الكائنة في عالم النور، (جهة أو صوب الشمال) عند صلاته، ونومه، وإجراء طقوسه الدينية من زواج وذبح (نحر)، وموته.
جاء وصف الجنة (عالم النور) في كتابنا المقدس (جنزا ربا : الكنز العظيم):
بسم الحي العظيم
- العالم الذي يقف فيه ملك النور، عالم لا زوال فيه، عالم الضياء والنور الذي لا ظلام فيه، عالم اللطف الذي لا عصيان فيه، عالم الصلاح الذي لا اضطراب ولا خلل فيه، عالم الأريج الذي لا رائحة كريهة منه، عالم الحياة الخالدة الذي لا موت وفناء فيه، عالم الحق والإيمان، الذي لا أفك ولا بهتان فيه، عالم التقوى والخير.

## المحرمات
• التجديف باسم الخالق (الكفر)
• عدم أداء الفروض الدينية
• الارتداد عن الدين الصابئي
• بسم الحي العظيم
• * إني أقول لكم أيها الكاملون : لا تَمْرقُوا من شريعة ربكم. * ولكن لتدركوا أيها المؤمنين، إنهم يفعلون هذا لغرض معلوم : يريدون خلط شريعتهم بشريعة الله * تلك الشريعة التي تعوّج أرواح المؤمنين وتجعل قلوبهم متعثرة منحرفة * وينشرون كذلك المُروق من الدين. * الرجال كالنساء يَرتَدّون عن دينهم الأول ويشرعون في تأليف كتاب لهم. * إنهم يصعدون بعضهم البعض الآخر ويختنون أنفسهم ويدهنون وجوههم بأيديهم * إنهم يطلقون على أنفسهم اسم الخاطئين، ذلك لأنهم ارتكبوا المعصيات ويدعون إنهم عقلاء [ ذو فطنة ] لأنهم فاشلون * إذا مات أحد منهم احرقوه بنار مُستعرة ذات لهَب. * من أولئك عبدة الكواكب الذين يختنون أنفسهم تخرج جميع شعوب وبوابات الظلام. * من يمارس أعمالهم يصبح غير صالح لدار الحياة. * من يأكل من طعامهم لن ترى عيناه النور * من يُجاهرهم بالصداقة سوف يموت موتاً ثانياً. * إن كل ناصورائي يأكل طعام الخاطئين سوف يعَذَّب على آلات نارية * إن كل ناصورائي تسّول له نفسه بأن يأكل من طعامهم سوف يسقط في بحرالسوف الكبير. * إن كل ناصورائي يَمرق من شريعة الحياة ويعتَنِق دينا خاطئاً، وكل من يَرتَد عن سبيل الحياة ويسلك طريق الظلمات، له كذلك سوف يكون هذا المصير * ولن ينجو من النار أو من الظلام كل من كان قد اقترف الرذيلة الكبرى. ومن مَرَقَ من شريعة ربّه. * يا أيها الكاملون والمؤمنون لا تحيدون عن شريعتكم ولا تحبّوا الإثم والباطل
• القتل
• الزنا من الكبائر المؤدية إلى النار
• السرقة
• الكذب، شهادة الزور، خيانة الأمانة والعهد، الحسد، النميمة، الغيبة، التحدث والإخبار بالصدقات المُعطاة، القسم الباطل
• عبادة الشهوات
• الشعوذة والسحر
• الختان والتغيير في الخلقة
يحرم الدين الصابئي الحنيف على الصابئي الختان، والتغيير في خلقة الله سبحانه. والعلّة الشرعية واضحة في هذا الأمر كما يعتقد الصابئة، من أن الله الحي القيوم مسبح اسمه خلق الإنسان كاملاً.
التوبة في الدين الصابئي
كما أن التوبة وبيان أحكامها واردة في الدين الصابئي الحنيف
بسم الحي العظيم
- لا تعترضوا على أمر ربكم، وكونوا صالحين وادعين متواضعين * ولتكن فيكم التوبة، وتحلّوا بالحنان والتسامح والرحمة إنها من طبيعة النور.
- من أخطأ ثم تاب، ثم إلى رشده ثاب، فإن الله غفورٌ رحيم * هو ملك النور الحنان التوّاب الكريم.
- أيها التواب أيها، أيها الرؤوف، أيها الرحيم أنظر إلينا ولا تحكم علينا * أيها الزاكي المزكي أعف عنا ولا تحكم علينا * نحن عبيد الخطايا.. عيوننا غمزت، وأفواهنا لمزت، وأيدينا همزت، وآذاننا للشر أصغت : ربّنا تب علينا، وترفق بنا، وخذ بيدينا، وبرحمتك أحسن إلينا، ولا تحكم ربّنا علينا.
- ربنا انا أخطأنا وأذنبنا، فاغفر لنا خطايانا وذنوبنا، انا تائبون ولكينونتك خاضعون * الصالح بصلاحه يصعد إلى بلد النور، والشرير بشره يقف على أبواب الظلام.

• شرب الخمر
- وليعلموا أن الخمرة يوضع شاربها في قيود وأقفال، وتثقل عليه السلاسل والأغلال * وأن حب الذهب والفضة وجمع الأموال، صاحبه يموت ميتتين في موت واحد.
- إياكم وتعصير الوجوه، والسكر لا تقربوه، والظلم المرّ تجنبوه.. إنها من رجس الشيطان.

كل منقوع (التمر، الزبيب، الفواكه بأنواعها) إذا مر عليها 24 ساعة يحرم شربه لاحتمال فساده بالتخمر، فالدين الصابئي يأخذ (بعِلّة السكر، مهما كانت كمية الخمر)، يقول أبو حنيفة النعمان بن ثابت بن زوطي، صاحب المذهب الحنفي، أكبر المذاهب الإسلامية الموقرة : (ما كان كثيره مسكر، فقليله حرام
• الربا
• البكاء على الميت، ولبس السواد
• * لا تبكوا موتاكم، ولا تقيموا عليهم الأحزان * إن من مزّق ثيابهم على ميت فقد دنّسها * ومن قلع شعرة على ميّت فسيربط بحبل الظلام بحبل لا يبيد * كلما طالت أعماركم زادت خطاياكم * فلا تحزنوا على النفوس إذا فارقت الحياة، فمن الحزن تولد الأرواح الشريرة * من أحب موتاه فليطلب لأنفسهم الرحمة * وأقيموا عليها الصلاة والتسبيح * واقرءوا الابتهالات.. أيها الفقراء والبؤساء والمضطهدين اذهبوا وابكوا على أنفسكم، فما دمتم تحيون في هذا العالم ستزداد خطايكم * كل من فقد نفساً لا يحزن عليها.. بل يفرح لها، ويسبّح لديها، وبالصلاة يتقرب إليها * طوبى لمن سمع فآمن.. إنه يصعد ظافراً إلى بلد النّور * هو الخبز والماء والمأوى لبني البشر المتعبين، وللمضطهدين، وكونوا عادلين وتحابّوا صادقين.
• تلويث الطبيعة والأنهار
• أكل الميت والدم والحامل والجارح والكاسر من الحيوانات والذي هاجمه حيوان مفترس
• (التفريق الجسدي) (والطلاق لايقع إلا في ظروف خاصة جدا، ظهرت في الوقت الحاضر)
• الانتحار وإنهاء الحياة والإجهاض
• تعذيب النفس، وإيذاء الجسد
• الرهبنة (عدم الزواج
• يحرّم الدين الصابئي الحنيف زواج الصابئي (ذكر أو أنثى) من الكافر (بالدين الصابئي الحنيف)، والمشرك به، وبوحدانيته، والذي يتخذ شريكاً لله في عبادته وتوحيده وسلطانه سبحانه، وتجزئة توحيده، كون لو ولد أو أب أو أخ (استغفر الله العظيم)...! ولا يجوز له شرعاً التزوج بالمرتد المارق عنه، ولا بأبنائهم ولا ببناتهم.
• وأمروا أن اتخذّوا لأنفسكم أزواجاً لكي تعمر وتكبر بكم الدنيا.
• * أيها العزاّب. أيتها العذارى.. * أيها الرجال العازفون عن النساء.* هل وقََفتم على ساحل البحر يوماً ؟ * هل نظرتم إلى السَمك كيف يَسبح أزواجاً ؟. * هل صَعدتم إلى ضفةِ الفرات العظيم ؟ * هل تأملْتم الأشجار واقفة تشرب الماء على ضِفافهِ وتُثمِر ؟ * فما لكم لا تثمرونْ ؟ أفلا نظرتم إلى الأنهار اليابسة كيف تذبل الأشجار على شِطآنها وتموت ؟.. * كذلك العذارى اللآئي لا يذكرن اسم الحَي، نفوسهّن تموت. * الرِجال الزاهدون في النساءِ، والنساء الزاهدات في الرجالِ، كذلك يموتون * ومَصيرهم الظلام من أجسادِهم يخرجون. * أيها الآصفياء الذين إصطفيتهم : أقيموا أعراساً لأبنائِكُم. * وأقيموا أعراسا لبناتِكمُ. * وآمنوا بربكُم.. إن العالمَ إلى زوال * ولا تكونوا كالذيّن يكرهونَ الحياة فيَعزِفون عن الإنجابِ فيها. أثمِروا إن أردتم أن تصْعدوا حيث النور.
```
كما يحّرم الدين الصابئي الزواج من غير الصابئة : ولا تتزوجوا بغير الصابئيات
```

نقوم بما أمرنا به الله مسبح اسمه ونبتعد عن ما حرّمه :
الصابئة ملتزمون بما بينه الله سبحانه، فيما أمرهم به الله مسبح اسمه، من عبادات ومعاملات، والصابئة ممتنعون عن القيام بما حرمّه الله عليهم، وقد بينته نصوص شريعتنا الصابئية السمحة بوضوح لا يقبل التأويل.
باسم الحي العظيم
- احترموا آباءكم، واحترموا أمهاتكم، واحترموا اخوتكم الكبار أجمعين، إن من لا يحترم والديه مدان إلى يوم الدين و* لا تأكلوا الدم، ولا الميت.. * لا تحلفوا كذباً ولا تبدلوا إيمانكم، ولا تأكلوا مال الربا، لا تزنوا ولا تسرقوا، ولا تنتهكوا حرمات الناس * لا تسجدوا للشيطان، ولا تعبدوا الأصنام والأوثان
- لا تَقْربوا الملوك والسلاطين والمَرَدة في هذا العالم ولا تثِقوا بهم.. لا بأسلحتهم، ولا بحشودهم * ولا تلووا أعناكم للذهب والفضة التي يكنزون * إنها سبب كل فتنة * سيتركونها وراءهم يوم إلى النار يذهبون *يمسكون لظاها بأيديهم، وينفخون لهيبها بأفواههم

نؤمن بقضاء الله عَظمت قدرته، والعَمل الصالح وحُب الناس وبالتوبة له وحده :
- لا تعترضوا على أمر ربكم، وكونوا صالحين وادعين متواضعين * ولتكن فيكم التوبة
- أحبوا لأصحابكم ما تحبون لأنفسكم، واكرهوا لهم ما تكرهون لها * وتزودوا لآخرتكم بالعمل الصالح.. فانظروا، واسمعوا، وآمنوا، وتقبلوا كلمات ربكّم.

نهانا ديننا الصابئي الحنيف عن كل ما ينافي القيم والمبادئ التي حددها وبينها في كتبنا المقدسة :
بسم الحي العظيم
- واعلموا أن السحرة والمنجمّين في الظلام قابعون.. * لا تأكلوا الدم، ولا الميت، ولا المشَوّه ولا الحامل ولا المرضعة، ولا التي أجهضت، ولا الجارح، ولا الكاسر، ولا الذي هاجمه حيوان مفترس. * وإذا ذبحتم فاذبحوا بسكيّن من حديد... لا تزنوا، ولا تفسقوا ولا تمل قلوبكم إلى غواية الشيطان، إن غواية الشيطان ضلال مبين * لا يبت عندكم أجر أجير * ولا تسرقوا شريكا * ولا تنتقموا بغدر من صديق * إن من يسرق صاحبه وشريكه لن ترى عيناه النور * لا تحلفوا كذباً، ولا تبدلوا إيمانكم، ولا تأكلوا مال الربا * وإن أقرضتم فلا تقرضوا سراً

قال نبينا الكريم يهيا يهانا : يحيى بن زكريا ()
صونوا أنفسكم من الغش والإثم والزور، والكذب والزيف والشرور، واتقوا الدجل والإفك والظلالة، والفتنة والقسوة والجهالة، ولا تكفروا ولا تقربوا الزنى. واجتنبوا الحسد، والحقد والكره وعدم الحياء.
الموت حق، والنفس أسيرة الجسد يحررها الموت بإذن الله
إن الثابت في الدين الصابئي القويم، إن الجسد ما هو إلا وعاء لنفس الإنسان، وإن النفس هي نسمة من ذات الله الحي القيوم، ولم يخلقها جلّت قدرته عبثا وهي إليه ستعود بأجلها المحدد منه، لذلك فديننا يقَيّم هذه الحياة الدنيا [ أرض تيبل : دار الزوال) دار الفناء وليست دار بقاء :
باسم الحي العظيم
- يا آدم لا تبتئس، ولا تكتئب.. فعالمك هذا خَرب، عالم زيف وكذب. بيوته مقبرة.. وطرقه معثرة.. ودياره مقفرة. الأبناء بآبائهم يكفرون، والإخوة بعضهم بعضا يقتلون، البنات يكفرن بأمهاتهن، والأخوات يأكلن لحم أخواتهن. كل رجل يترك زوجته وكل امرأة تترك زوجها، أرامل ويتامى.. ذكوراً وإناثاً. أبناء السبي هؤلاء. فقم يا آدم. أخرج من هذا العالم

والموت غاية الحياة وكمال نظامها ‘ وليس هناك أدق وأوضح من الموت ولا حقيقة أصدق منها، جاء في كتاب الله المقدس الكنزا ربّا الكنز العظيم بأن النفس قالت لمن خلقها :
باسم الحي العظيم
- أبي واحد أحد، واحد هو الذي خاقني ثم أخذني وحلَلَت الجسد بغدده ومرارته وأعلاقه، وبقيت لأنتظر وأنا في ضيافة الجسد حتى أكملت قدري.. * حين أكملت النفس قدرها جاء من يحررها، ولحقت النفس بمحررّها إلى عالم الخلود، الذي لا تغرب شمسه، ولا يداخل نوره الظلام.
- كل من يولد يموت، وكل ما يصنع بالأيدي يفسد، والعالم كله يفنى... لا تبكوا موتاكم، ولا تقيموا عليهم الأحزان * إن من مزق ثيابه على ميّت فقد دنسها * ومن قلع شعرة على ميت فسيربط بجبل الظلام بجبل لا يبيد... * من أحب موتاه فليطلب لأنفسهم الرحمة * وأقيموا عليها الصلاة والتسبيح.

يؤمن بالآخرة والبعث والحساب :
الصابئة يؤمنون، ومن خلال ما جاء في نصوص شريعتهم الصابئية السمحة باليوم الآخر والحساب والمعاد، والبعث والجنة والنار
باسم الحي العظيم
- نحن نصعدكم إلى جنات عدن حين تموتون.. يوم من أجسادكم تخرجون.. انظروا.. أين أنتم مقيمون * أفهذه جنات عدن التي كنتم بها توعدون ؟ هذا الظلام الذي أنتم فيه موثقون ؟ أرواحكم تبلى.. ونفوسكم بالعذاب تصلى، مقيمين فيه إلى يوم الدين. * يومها الأرض والسماء تتهدمان.. وليس لكم بينهما مكان، الكواكب تتساقط ويلفها الدخان، والشمس والقمر يتبعثران.. فأين تذهبون ؟.. إني دعوتكم إلى الحياة التي لا موت فيها، وإلى النور الذي لا ظلام فيه.. فاخرجوا إلى طريق الحياة أُخرجكم إلى طريق السماء، حيث لا موت ولا ظلماء.

## أصل الصابئة
يرجع الكثير الصابئة المندائيين إلى الاصل العراقي القديم ولغته هي اللغة الآرامية الشرقية المتأثرة كثيرا بالاكادية بسبب ان العهد البابلي الاخير اغلب شعوب المنطقة تبنت اللغة الآرامية بسبب النفوذ الآشوري والآرامي ولغتهم الاساسية هي العراقية القديمة .استوطنوا مع العراقيين في اور وانتشروا منها الى ان وصلوا الى حوران وفلسطين.
وفي العهد البابلي الأخير تبنى شعوب المنطقة اللغة الآرامية لغة رسمية لأسباب كثيرة واستخدمت بكثرة في بابل والقسم الأوسط من العراق القديم وكانت اللغة المهيمنة في القسم الجنوبي من بلاد ما بين النهرين وما يعرف الآن ببلاد خوزستان في إيران وهي نفس اللغة التي يستخدمها الصابئة المندائيون اليوم في كتبهم ونصوصهم الدينية.
كان الصابئة قد اعتبروا من قبل الإسلام على انهم من أهل الكتاب، إذ ان بالتعبير ((الصابئين)) الذي ورد في القرآن الكريم، في ثلاث ايات كانت تقصد تلك الجماعة العراقية التي آمنت بالتوحيد واتخذت الصباغة شعارا ورمزا لها.
اما النص المندائي التاريخي الأهم هو الذ ي يبين بأنه عندما جاء الإسلام وجعل يميز بين الاديان ذات الكتب المنزلة والأديان التي لم تكن موجهة من السماء قدم الريشما (آنوش بن دنقا) 639 ـ 640 ميلادية ـ الذي ترأس وفد الصابئة المندائيون ـ كتابهم المقدس كنزا ربا (الكنز الكبير) للقائد العربي الإسلامي آنذاك، وربما كان سعد بن أبي وقاص، واطلعه على ديانتهم كما يذكر أنه قبل منهم
ربما تكون أول شخصية تذكر في تاريخ المندائيين هو امرأة اسمها (شلاما بنت قدرا)، وهذه المرأة، التي تسمى باسم امها / أو معلمتها في الكهانة، هي أقدم امرأة (مندائية) ورد اسمها على انه ناسخة النص المعروف بالكنزا شمالا كتاب المندائيين المقدس الذي يتألف من قسمين (يمين شمال) والجزء الأيسر بشكل نصوص شعرية يتناول صعود النفس إلى عالم النور.. و[الكنزا ربا] هو أقدم نص مندائي. وتعود شلاما هذه إلى سنة 200 بعد الميلاد، وهي بذلك تسبق بعدة اجيال الناسخ المندائي الشهير زازاي بر گويزطه سنة 270 بعد الميلاد والذي يعودالى حقبة (ماني).
في زمن الدولة الفارسية تمتع المندائيون تحت حكم الملك ادشير الأخير بحماية الدولة (الإمبراطورية) ولكن الأمر تغير حين جاء إلى السلطة الملك الساساني بهرام الأول سنة 273، إذ قام باعدام (ماني) في بداية حكمه بتأثير من الكاهن الزرادشتي الأعظم (كاردير).
وامتد الاضطهاد الساساني الديني ليشمل اتباع الديانات الأخرى الغير زرادشتية مثل المندائية والمانوية واليهودية والمسيحية والهندوسية والبوذية. ويمكننا ان ننتهي إلى ان المندائيين قاموا بجمع تراثهم وأدبهم الديني وترتيبه وحفظه وهذا واضح في الجهود المكثفة التي قام بها الناسخ (زازاي) في هذا المجال.
لكن حملة الاضطهاد العشواء التي قادها الحبر الاعظم للزرادشت (كاردير) لم يستطع القضاء تماما على المندائية، ولكن التدوين توقف تماما لعدة قرون ولم نشاهد التأثيرات والكتابات المندائية الا فيما يسمى بأوعية (قحوف) الاحراز والأشرطة الرصاصية.
أصبح المندائيون في العصر الساساني الكتبة والنساخ الرئيسيين للوثائق الرسمية بكل اللهجات السائدة، واهتموا باللغات فأصبحوا همزة الوصل بين الاقوام العربية والارامية وبين الفرس الساسانيين ومن ثم الجيوش اليونانية التي غزت العراق في القرن الرابع قبل الميلاد واتخذت من بابل عاصمة لها تحت قيادة الاسكندر المقدوني، وقاموا بترجمة اساطير وعلوم بابل إلى لغة الأغريق.
كانت الكثرة من أهل المدائن (طيسفون) عاصمة الفرس الساسانيين الشتوية من الاراميين والمندائيين وفيها لهم معابد عديدة، وازدادت اعدادهم في الفترة الساسانية خصوصا شرق دجلة وضفاف الكرخة والكارون فاستوطنوا ديزفول (عاصمة بلاد عيلام) والاهواز والخفاجية والبسيتين والمحمرة وكان أغلب سكان شوشتر من المندائيين الصابئة، كما أصبحت الطيب (طيب ماثا) أهم حاضرة لهم. وتفوقوا في صناعة الذهب والفضة والاحجار الكريمة التي كانت تجلب من مملكة آراتا في المرتفعات الإيرانية. اما القسم الأكبر منهم فقد امتهن الفلاحة وزراعة الأرض واستوطنوا الاهوار وضفاف الأنهار وقاموا بتنظيم قنوات الري في أرض السواد، وأسسوا لهم حواضر مهمة مثل كوثا وسورا، وقد أطلق عليهم العرب تسمية انباط أو (نبت) كونهم ينبتون الآرض.
المندائيين اصحاب الديانة المندائية وهي من الديانات الموحدة القديمة.

## صفات اطلقت عليهم
جاء في الكتب الصابئية المقدسة عدة أسماء في وصف الصابئة، أقدمها الكوشطيون وتعني الصابئة اصحاب الحق أو دعاة الحق الصابئي (كشطا تعني حق)، الناصورائيون وتعني الموحدون، الداي والمندائيون وهي صفة بمعنى العارفون بوجود الله، اليحياويون نسبة إلى النبي يحيى، الآدميون نسبة إلى النبي آدم، المغتسلة، المصطبغون، المتنورون، اصحاب الزي الأبيض، وهناك صفات أخرى تقترن مع الاسم الصابئة.

## الشهادة الصابئية
الشهادة الصابئية، أو شهادة النبي آدم وهي :
«ابْشوميهون اد هيي ربي * اكّا هَيّي اكّا ماري اكّا مندا اد هَييّ * اكّا باثَر انْهورا * ابْسَهْدوثا اد هَيّي * وابْسَهْدوثا اد مَلْكا راما ربّا إد انهورا * * إلاها ربّا اد مِن نافْشي أفْرَشْ * اد لا باطِلْ ولا مُبْطِل اشْمَخْ يا هَيّي، ماري، مندا اد هَيي * وهيي زَكن»
«باسم الحيّ العظيم * مَوجود الحيّ * مَوجُود الرَّب * مَوجود عارف الحَياة، بِشَهادة الحَيّ * بِشَهادة ملك النور السامي * * الله الحيّ الازلي الَّذي تَكَّون مِن نَفْسِه * الذي لا باطل ولا مُبطِل لاسْمَه شيء * جل جلالك يا الله * جل جلالك يا رَّبي * جل جلالك ياعارف الحياة * والحيّ المُزكي»

## معنى وسبب التسمية
يقول البعض أن كلمة صابئة جاءت من جذر الكلمة الارامي المندائي (صبا) أي بمعنى (تعمد، اصطبغ، غط، غطس) وهي تطابق أهم شعيرة دينية لديهم وهو طقس (المصبتا – الصباغة – التعميد) فلذلك نرى ان كلمة صابئي تعني (المصطبغ أو المتعمد).. اما كلمة مندائي فهي اتية من جذر الكلمة الارامي المندائي (مندا) بمعنى المعرفة أو العلم، وبالتالي تعني المندائي (العارف أو العالم بوجود الخالق الاوحد.
في حين يرجع اللغويون العرب كلمة الصابئة إلى جذر الفعل العربي (صبأ) المهموز، وتعني خرج وغير حالته، وصار خلاف حاد حول لأصل الكلمة أهو عربي من صبأ أم آرامي.

## موطن ومناطق تواجدهم وعددهم
موطن الصابئة هو العراق أو الاصح (بلاد ما بين النهرين)، ويسميهم العراقيون بالعامية «الصبه»، ويعيشون على ضفاف الأنهار وخاصة دجلة، وهم جزء من سكان العراق الأوائل عبر تاريخه الحضاري. ويشكلون أقلية دينية ما زالت تمارس طقوسها ودياناتها إلى الآن. لقد ذكر في كتب المؤرخين العرب القدماء بان الصابئة كانوا يسكنون بطائح العراق، وفي أماكن أخرى غير بلاد وادي الرافدين منها حران وفلسطين والشام وهم عموما يسكنون على ضفاف الأنهار لما للماء والطهارة من اهمية في حياتهم الدينية والروحية.. وعند اقامة الدولة الإسلامية كان يوجد أعداد كبيرة من الصابئة في بطائح العراق، في المناطق السفلى لنهري دجلة والفرات بالذات، وفي بطائح عربستان من إيران.
اما الآن فمركز الطائفة هو مدينة بغداد إضافة إلى تواجدهم في أغلبية المحافظات العراقية مثل العمارة والبصرة والناصرية والكوت وديالى والديوانية إضافة إلى تواجدهم في مدينة الاهواز والمحمرة في إيران وبالأحداث السياسية والاقتصادية وتعرضهم للسرقه والقتل والظلم التي المت المنطقة بالخمسة عشر سنة الأخيرة، اضطر الصابئة المندائيون إلى الهجرة إلى البلاد الاوربية وأمريكا وكندا، ولقد شكلوا بتجمعاتهم الجديدة جمعيات تعنى بشؤونهم ويحاولون جاهدين إلى الآن، المحافظة على تراثهم العريق وهويتهم الاصيلة. ويبلغ تعدادهم الآن تقريبا 70 الف نسمة في العالم.

## صابئة حران
صابئة حران، هي ديانة كانت تقوم على تقديس الكواكب والنجوم كانت منتشرة في منطقة حران شمال سورية وجنوب تركيا. تختلف هذه الديانة عن الديانة الصابئية المندائية الموجودة في العراق واقليم الأهواز في إيران. من ابرز الشخصيات التي برزت فيها ثابت بن قرة وكان رئيس لجماعة من المترجمين الذين اهتموا بترجمة العديد من الكتب اليونانية إلى اللغة العربية في العلوم الرياضية والفلكية.

## التاريخ
ان تاريخ الصابئة المندائية يلفه الغموض من أغلبية جوانبه، وهذا باعتراف الكثير من الباحثين في المجال المندائي. يرجع السبب إلى انزوائهم وانغلاقهم الديني الشديد ومنذ فترات طويلة، وذلك بسبب الاضطهاد الكبير الذي تعرضوا له على فترات متعاقبة فاثروا الانزواء والانغلاق للمحافظة على دينهم وتراثهم. وأيضا إلى ضياع وحرق الكثير من الكتب التي تتحدث عن تاريخهم وتراثهم. على العموم هم يرجعون دينهم إلى نبي الله ادم ويقولون بان صحفه لا زالت لديهم إلى الآن (وهي من ضمن كتابهم المقدس كنزا ربا – الكنز العظيم).. وهذا الكلام يتفق تقريبا مع ما ورد عند المؤرخين والكتبة العرب القدماء، والذين يرجعون الصابئة إلى اصل قديم جدا.. فمنهم من يرجعهم إلى ادم أو إلى ابنه شيث أو شيتل كما يدعى بالمندائية!!.. فمثلا يرجع ابن الوردي تاريخهم إلى النبي شيت بن آدم والنبي إدريس (هرمس) (). وفي كتاب الملل والنحل للشهرستاني يقر المؤلف بأن الصابئة يوحدون الله ويؤمنون بتلقي المعرفة العليا بواسطة الروحانيات
وان الباحثين في القرن الماضي انقسموا في اصل الصابئة المندائيين إلى قسمين: فمنهم من يرجح الاصل الشرقي للمندائيين (أي من بلاد وادي الرافدين) ومنهم من يرجح الاصل الغربي (أي من فلسطين).. ويبقى الاصل الشرقي للمندائية، الراي الأكثر ميولا له من قبل الباحثين
ومتفق عند الباحثين الآن بان المندائية كانت منتشرة في بلاد وادي الرافدين وأيضا فلسطين قبل المسيحية، أي قبل أكثر من 2000 عام. وللطائفة كتاب تاريخي يسمى (حران كويثا – حران الداخلية أو الجوانية)، يتحدث هذا الكتاب عن الهجرة التي قام بها المندائيون الفلسطينيون من فلسطين-اورشليم (على الأكثر حصلت في القرن الأول الميلادي عند اجتياح القائد الروماني تيطس فلسطين وتدمير هيكل اليهود سنة 70 م أو قبله) بعد الاضهاد الذي حصل لهم من السلطة الدينية اليهودية والسلطة الزمنية المتمثلة بالحكم الروماني المستعمر لفلسطين انذاك. وصعد المندائيون الفلسطينيون المهاجرون إلى أعلى بلاد الشام وخاصة إلى (حران)، لان لهم اخوة في الدين. فبقي منهم في حران، والبقية الباقية اثرت النزول إلى وادي الرافدين عن طريق النهرين، وخاصة عن طريق نهر الفرات حسب اعتقادي، ومروا أيضا ب (بصرى – حوران) عاصمة الانباط، للالتقاء والاستقرار أخيرا مع اخوتهم أيضا الصابئة الموجودين في البطائح.. وكانت هذه الهجرة تحت رعاية الملك اردوان (يعتقد بأنه الملك البارثي ارطبانوس الثالث)، هذا ما ذكره الكتاب المندائي التاريخي (حران كويث))ا)
وفي منتصف القرن السابع الميلادي عرفت هذه الطائفة لأول مرة في اوساط الباحثين في أوروبا. وخاصة لقد برع الباحثين الالمان في مجال البحث أو الاهتمام بهذه الطائفة. وقد قام باحث ألماني بترجمة الكتاب المقدس لهذه الطائفة. ولا ينكر جهود الباحثة والمستشرقة الإنكليزية الليدي دراور (E.S. DROWER) في ازاحة الكثير من الغموض عن معتقدات هذه الطائفة وتاريخها وتراثها الديني. وللعلم ان هذه الباحثة قد عاشت في جنوب العراق متنقلة ما بين المندائيين لدراسة ديانتهم وتراثهم، حوالي الربع قرن. واستطاعت ان تترجم أغلبية الكتب والمخطوطات المندائية إلى الإنكليزية

## الديانة والايمان
ان الصابئة قوم موحدون، يؤمنون بالله واليوم الأخر، وأركان دينهم التوحيد – الصباغة – الصلاة – الصوم – الصدقة). وهي أول ديانة توحيدية في التاريخ، حيث يعود اصلها إلى نبي الله آدم() كما هو مذكور في كتبهم المقدسة، أما ياقوت الحموي فقال عنهم بأنهم ملة يصل عمقها إلى شيت بن آدم ().. ويرجع ابن الوردي تاريخهم إلى النبي شيت بن آدم والنبي إدريس (هرمس) دنانوخ ().. ويقول الفرحاني ان الصابئة أصحاب ديانة قديمة ولعلها أقدم ديانة موحدة عرفتها البشرية وأشار إلى الكثير عنهم في كتاب أقوام تجولت بينها فعرفتها))
كما يؤمن الصابئة المندائيون بان أول نبي ومعلم لهم هو ادم وابنه شيث (شيتل) وسام بن نوح ويحيى بن زكريا (يوحنا المعمدان) والذي يدعى في لغتهم المندائية ب يهيا يوهنا))
اما بخصوص الكتب الدينية.. فللصابئة المندائيين كتابهم المقدس المنزل يدعى (كنزا ربا) أي الكنز العظيم مخطوط باللغة المندائية، ويحتوي هذا الكتاب على صحف ادم وشيت وسام (عليهم السلام). ويقع في 600 صفحة وهو بقسمين القسم الأول: من جهة اليمين ويتضمن سفر التكوين وتعاليم (الحي العظيم) والصراع الدائر بين الخير والشر والنور والظلام وكذلك تفاصيل هبوط (النفس) في جسد ادم ويتضمن كذلك تسبيحات للخالق واحكام فقهية ودينية القسم الثاني: من جهة اليسار ويتناول قضايا (النفس) وما يلحقها من عقاب وثواب. إضافة إلى تراتيل وتعاليم ووصايا. ولدى الصابئة المندائيون كتب أخرى مثل كتاب (دراشا اد يهيا) أي تعالم النبي يحيى بن زكريا (). والكتابين انفي الذكر قد ترجموا إلى اللغة العربية في السنة الماضية
التوحيد أو الشهادة: وتسمى باللغة المندائية (سهدوثا اد هيي) أي شهادة الحي.. هو الاعتراف بالحي العظيم (هيي ربي) خالق الكون بما فيه، ويصفونه بصفات مقدسة لاتختلف عن ما ورد في الكتب المقدسة الأخرى كالتوراة والإنجيل والقران، مثل الرحيم، الرحمن، القوي، المخلص، الذي لايرى ولا يحد، العظيم، المحب.. الخ
فقد ورود في كتابهم المقدس (كنزا ربا) ما يلي (لا أب لك، ولا مولود كائن قبلك، ولا أخ يقاسمك الملكوت، ولاتؤام يشاركك الملكوت، ولا تمتزج، ولا تتجزأ، ولا انفصام في موطنك، جميل وقوي العالم الذي تسكنه)
الصلاة: وتدعى بالمندائية (براخا) وتعني المباركة أو التبريكات. وهي لديهم نفس مفهوم الأديان الأخرى بالنسبة للصلاة وهي التقرب للذات العليا الله سبحانه وتعالى. حيث ورد في كتابهم المقدسة مايلي ((وامرناكم ان اسمعوا صوت الرب في قيامكم وقعودكم وذهابكم ومجيئكم وفي ضجعتكم وراحتكم وفي جميع الأعمال التي تعملون)
والصلاة لديهم فرض واجب على الفرد المؤمن، يجب تاديته ثلاث مرات يوميا (صباحا-ظهرا-عصرا)، وتسبق الصلاة طقس صغير يقام بالماء الجاري يدعى (الرشاما – الرسامة) وهو يقوم مقام الوضوء عند المسلمين، وهو عبارة عن غسل الاعضاء الرئيسية في الإنسان والحواس، بالماء الجاري مع ترتيل مقطع ديني صغير، مثلا عند غسل الفم يقول المصلي (ليمتلئ فمي بالصلوات والتسبيحات) وعند غسل الاذن (اذناي تصغيان لاقوال الحي) وهكذا البقية إلى اخره
الصوم: ويسمى بالمندائية (صوما ربا) أي الصيام الكبير. والصيام في مفهوم الصابئة الديني هو الكف والامتناع عن كل مايشين الإنسان وعلاقته مع الرب هيي ربي (مسبح اسمه) واخوانه البشر.. أي الصيام أو الامتناع عن كل الفواحش والمحرمات.
ولديهم أيضا مايدعى بالصيام الصغير.. وما هو إلا تذكرة للإنسان بصيامه الأكبر.. ويتم بالكف عن تناول لحوم الحيوانات وذبحها خلال أيام معينة من السنة يبلغ مجموعها 36 يوم.. لكون أبواب الشر مفتوحة على مصراعيها، فتقوى فيها الشياطين وقوى الشر، لذلك يطلقون عليها أيام مبطلة))
الصدقة: وتسمى بالمندائية زدقا)) وهو من اخلاقيات المؤمن لديهم، وواجباته اتجاه اخيه الإنسان والخلق باسره. وتشترط في الصدقة لديهم ان تعطى بالسر، لان المجاهرة في إعطاء الصدقة تفسد ثوابها. فقد جاء في هذا الموضوع في الكنزا ربا ما يلي ((أعطوا الصدقات للفقراء واشبعوا الجائعين واسقوا الظمأن واكسوا العراة.. لان من يعطي يستلم.. ومن يقرض يرجع له القرض)). وجاء أيضا في نفس الكتاب، ما يلي ((ان وهبتم صدقة ايها المؤمنون، فلا تجاهروا.. ان وهبتم بيمينكم فلا تخبروا شمالكم، وان وهبتم بشمالكم فلا تخبروا يمينكم.. كل من وهب صدقة وتحدث عنها كافر لا ثواب له))
الصباغة: أو ما يدعى ب (مصبتا) باللغة المندائية. ولقد جاءت تسمية الصابئة من جذر هذه الكلمة لغة ومفهوما، تعني الارتماس والتطهر بالماء الجاري كما اوضحنا اعلاه وهذا الطقس يعتبر عماد الديانة المندائية وركنها الأساسي، وهو فرض واجب على الإنسان ليكون صابئياً. والصباغة لديهم تجري في المياه الجارية الحية وجوبا، لانه يرمز إلى الحياة والنور الرباني. وطقس التعميد المندائي محتفظ إلى الآن باصوله القديمة، وهو نفسه الذي نال المسيح به التعميد على يد النبي يحيى بن زكريا (يوحنا المعمدان) مباركة اسمائهم
تهدق الصباغة في نظرهم للخلاص والتوبة ولغسل الذنوب والخطايا القصدية وغير القصدية، وللتقرب من الرب أيضا. وهو ياخذ نفس مفهوم الحج عند المسلمين. ويستفاد من التعميد لديهم في حالات النزولية الطقسية لرجال الدين.. وعند الولادة والزواج وعند تكريس رجل دين جديد، وان هذا الطقس يكرر عدة مرات للإنسان ووقتما يشاء، وذلك في أيام الاحاد أو في المناسبات الدينية، وهو خلاف التعميد المسيحي الذي يجري مرة واحدة فقط.

## الصابئة في القرآن
لقد ورد ذكر الصابئة وبصورة مستقلة في القرآن الكريم في الآيات الاتية:
1. ﴿إِنَّ الَّذِينَ آمَنُوا وَالَّذِينَ هَادُوا وَالنَّصَارَى وَالصَّابِئِينَ مَنْ آمَنَ بِاللَّهِ وَالْيَوْمِ الْآخِرِ وَعَمِلَ صَالِحًا فَلَهُمْ أَجْرُهُمْ عِنْدَ رَبِّهِمْ وَلَا خَوْفٌ عَلَيْهِمْ وَلَا هُمْ يَحْزَنُونَ ۝٦٢﴾ [البقرة:62]
2. ﴿إِنَّ الَّذِينَ آمَنُوا وَالَّذِينَ هَادُوا وَالصَّابِئُونَ وَالنَّصَارَى مَنْ آمَنَ بِاللَّهِ وَالْيَوْمِ الْآخِرِ وَعَمِلَ صَالِحًا فَلَا خَوْفٌ عَلَيْهِمْ وَلَا هُمْ يَحْزَنُونَ ۝٦٩﴾ [المائدة:69]
3. ﴿إِنَّ الَّذِينَ آمَنُوا وَالَّذِينَ هَادُوا وَالصَّابِئِينَ وَالنَّصَارَى وَالْمَجُوسَ وَالَّذِينَ أَشْرَكُوا إِنَّ اللَّهَ يَفْصِلُ بَيْنَهُمْ يَوْمَ الْقِيَامَةِ إِنَّ اللَّهَ عَلَى كُلِّ شَيْءٍ شَهِيدٌ ۝١٧﴾ [الحج:17]

## طبقات رجال الدين
1- الحلالي: ويسمى يسير في الجنازات، ويقيم سنن الذبح للعامة، ولايتزوج إلا بكراً، فإذا تزوج ثيباً سقطت مرتبته ومنع من وظيفته إلا إذا تعمد هو وزوجته 360 مرة في ماء النهر الجاري.
2- الترميدة: إذا فقه الحلالي الكتابين المقدَّسين سدره إنشماثا والنياني أي كتابَيْ التعميد والأذكار فإنه يتعمد بالارتماس في الماء الموجود في المندي ويبقى بعدها سبعة أيام مستيقظاً لا تغمض له عين حتى لا يحتلم، ويترقى بعدها هذا الحلالي إلى ترميدة، وتنحصر وظيفته في العقد على البنات الأبكار.
3- الأبيسق: الترميدة الذي يختص في العقد على الأرامل يتحول إلى أبيسق ولا ينتقل من مرتبته هذه.
4- الكنزبرا: الترميدة الفاضل الذي لم يعقد على الثيبات مطلقاً يمكنه أن ينتقل إلى كنزبرا وذلك إذا حفظ كتاب الكنزاربّا فيصبح حينئذٍ مفسراً له، ويجوز له ما لا يجوز لغيره، فلو قتل واحداً من أفراد الطائفة لا يقتص منه لأنه وكيل الرئيس الإلهي عليها.
5- الريش أمه: أي رئيس الأمة، وصاحب الكلمة النافذة فيها ولا يوجد بين صابئة اليوم من بلغ هذه الدرجة لأنها تحتاج إلى علم وفير وقدرة فائقة.
6- الربّاني: وفق هذه الديانة لم يصل إلى هذه الدرجة إلا يحيي بن زكريا عليهما السلام كما أنه لا يجوز أن يوجد شخصان من هذه الدرجة في وقت واحد. والرباني يرتفع ليسكن في عالم الأنوار وينزل ليبلغ طائفته تعاليم الدين ثم يرتفع كرة أخرى إلى عالمه الرباني النوراني.

## مهن الصابئة
قد اشتهر الصابئة المندائيون منذ القدم، بالنتاجات الأدبية والعلمية الرائعة، ولحد الآن تجد فيما بينهم الطبيب والمهندس والمعلم والمهني والشاعر والاديب الكثيرين.. فقديما برع منهم : أبو إسحاق الصابي وزير الطائع والمطيع، وثابت بن قرة وولديه سنان وإبراهيم اللذان برعا في الطب والرياضة والفلك والترجمة، وأيضا إبراهيم بن هلال الأديب الذائع الصيت، الذي تولى ديوان الرسائل والمظالم سنة 960 م)). وحديثا برع منهم الكثير مثل العلامة العراقي القدير الدكتور عبد الجبار عبد الله صاحب الانجازات العلمية العالمية في علم الفيزياء والانواء الجوية، وهو من القلائل الذي ساهم في شرح نظرية انشتاين النسبية، حيث اسند أليه منصب رئيس المجمع العلمي لعلوم الأنواء الجوية في أمريكا. كما أنه كان المؤسس لجامعة بغداد ورئيسا لها في فترة ما، وقد ساهم أيضا في تأسيس جامعة البصرة. ويعده البعض المع عالم في مجاله في القرن المنصرم
والكاتب العراقي المعروف عزيز سباهي والفنان التشكيلي يحيى الشيخ والشاعرة لميعة عباس عمارة والشاعر عبد الرزاق عبد الواحد والدكتور تحسين عيسى والدكتور عبد العظيم السبتي والرسامة والشاعرة سوسن سلمان سيف.. إضافة إلى الكثير من الأدباء والأطباء والمهندسين
ولكن في نفس الوقت هنالك مهنة يعشقونها وكانها سارية في عروقهم وهي مهنة الصياغة التي توارثوها اب عن جد، وبرعوا فيها، ولا زالت أسواقهم ومحلاتهم في شارع النهر وخان الشابندر في بغداد وفي جميع المحافظات العراقية وفي الأهواز في إيران.. والان هم منتشرين بمحلاتهم في أستراليا وأوروبا وأمريكا وكندا أيضا.. ولا زالت أعمال صياغة الذهب والفضة، والنقش على الفضة بمادة «المينة» هي من إبداعاتهم
واعمالهم الرائعة كانت محط إعجاب الرؤساء والملوك والقادة العسكريين والمدنيين إضافة إلى السياح والرحالة الأجانب الذين كانوا يبتهجون عند اقتناءهم مثلا علبة سجائر منقوشة عليها صورتهم بكل دقة وروعة ومطعمة بمادة المينة السوداء التي يدعوها ((بالمحرك)) أو منقوش عليها أسد بابل أو الدلة العربية أو النخلة الشامخة
ولقد برع في مجال فن صياغة الذهب والفضة الكثير منهم: زهرون بن ملا خضر وحسني زهرون وعنيسي الفياض وناصر وحاتم ومنصور حاتم وعبد سكوت وبدن خضر وكريم النشمي وياسر صكر وزامل وضامن حويزاوي وسعد رهيف والمهندس حامد عبد الرزاق رويد واخوته ونصير لفتة شميل.
الأعياد المندائية
-البر ونايا - البنجة - عيد الخليقة العلوي ويقع في آذار وهي ذكرى الخلق وتكوين عوالم النور والأرواح الأثيرية الأولى وفيها تفتح بوابات النور وتنزل الملائكة والأرواح الطاهرة فيعم نورها الأرض لتصبح جزءا من عالم النور.
وتعتبر الخمسة (الأيام البيض) أسرار البداية المقدسة وفجر الحياة الأولى التي أوجدها الحي العظيم.
وعلى الصعيد الدنيوي فهو يمثل اكتمال النبتة التي تعطي ثمارها في الصيف.
-العيد الكبير – عيد الخليقة المادي.. (دهواربا) وفيه نجدت الكواكب في السماء والشمس والقمر، وجمدت الأرض ويستمر ثلاثة أيام، وتسبقه (الكرصة) أي التجاء المندائيين إلى الانزواء في بيوتهم وعدم الخروج منها لمدة (36) ساعة.. حيث يتقرر خلالها مصير الإنسان وانتصار قوى النور على قوى الظلام والشر - يخرجون بعدها فرحين بهذا الانتصار الكبير..
ويعتبر العيد الكبير بداية السنة المندائية ويقع في شهر تموز من العام.ويعقبه مباشرة (عيد شوشيان) يوم واحد وهو ذكرى حلول السلام والمحبة على الأرض.
- العيد الصغير هو عيد الازدهار وموعده في شهر تشرين الثاني من كل عام ويسميه الصابئة المندائيون هيبة الله الصغرى (دهوا هنينة) وهو ذكرى عودة الملاك جبريل وصعوده..وقد نزل إلى الأرض بأمر الله، ثم عاد إلى السماء مبشرا بازدهار الكروم وانتشار النور واندحار الظلام.وفي المفهوم الدنيوي فيتمثل بنزول القطرة الأولى من المطر وبتكوين النطفة في رحم الام.
4- عيد التعميد الذهبي: وهو هبة الله سبحانه وتعالى للملائكة حيث تعمدوا في عالم النور وأهديت لأدم وذريته من بعده.. حيث عمده الملاك جبريل الرسول وأيضا تعمد النبي يحيى وتوهب فيه الهدايا والعطايا للمحتاجين ويقع في نهاية تشرين الأول من كل عام وكل طفل مولود يجب أن يعمد في هذا اليوم.

## أفكار ومعتقدات أخرى
- البكارة: تقوم والدة الكنزبرا أو زوجته بفحص كل فتاة عذراء بعد تعميدها وقبل تسليمها لعريسها وذلك بغية التأكد من سلامة بكارتها.
- الخطيئة: إذا وقعت الفتاة أو المرأة في جريمة الزنى فإنها لا تقتل، بل تهجر، وبإمكانها أن تكفر عن خطيئتها بالارتماس في الماء الجاري.
- الطلاق: لا يعترف دينهم بالطلاق إلا إذا كانت هناك انحرافات أخلاقية خطيرة فيتمّ التفريق عن طريق الكنزبرا.
- السنة المندائية: 360 يوماً، في 12 شهراً، وفي كل شهر ثلاثون يوماً مع خمسة أيام كبيسة يقام فيها عيد البنجة.
- يعتقدون بصحة التاريخ الهجري ويستعملونه، وذلك بسبب اختلاطهم بالمسلمين، ولأن ظهور النبي (*) محمد r كان مذكوراً في الكتب المقدسة الموجودة لديهم.
- يعظمون يوم الأحد كالنصارى ويقدسونه ولا يعملون فيه أي شيء على الإطلاق.
- ينفرون من اللون الأزرق النيلي ولا يلامسونه مطلقاً.
- ليس للرجل غير المتزوج من جنة لا في الدنيا ولا في الآخرة.
- يتنبئون بحوادث المستقبل عن طريق التأمل في السماء والنجوم وبعض الحسابات الفلكية.
- لكل مناسبة دينية ألبسة خاصة بها، ولكل مرتبة دينية لباس خاص بها يميزها عن غيرها.
- إذا توفي شخص دون أن ينجب أولاداً فإنه يمرّ بالمطهر ليعود بعد إقامته في العالم الآخر إلى عالم الأنوار ثم يعود إلى حالته البدنية مرة أخرى حيث تتلبس روحه في جسم روحاني فيتزوج وينجب أطفالاً.
- يؤمنون بالتناسخ ويعتقدون بتطبيقاته في بعض جوانب عقيدتهم.
- للرجل أن يتزوج ما يشاء من النساء على قدر ما تسمح له به ظروفه.
- يرفضون شرب الدواء، ولا يعترضون على الدهون والحقن الجلدية.
- الشباب والشابات يأتون إلى الكهان ليخبروهم عن اليوم السعيد الذي يمكنهم أن يتزوجوا فيه، وكذلك يخبرون السائلين عن الوقت المناسب للتجارة أو السفر، وذلك عن طريق علم النجوم.
- لا تؤكل الذبيحة إلا أن تذبح بيدي رجال الدين وبحضور الشهود، ويقوم الذابح – بعد أن يتوضأ – بغمسها في الماء الجاري ثلاث مرات ثم يقرأ عليها أذكاراً دينية خاصة ثم يذبحها مستقبلاً الشمال، ويستنزف دمها حتى آخر قطرة، ويحرم الذبح بعد غروب الشمس أو قبل شروقها إلا في عيد البنجة.
- تنص عقيدتهم على أن يكون الميراث محصوراً في الابن الأكبر، لكنهم لمجاورتهم المسلمين فقد أخذوا بقانون المواريث الإسلامي.